# Filar Świerza

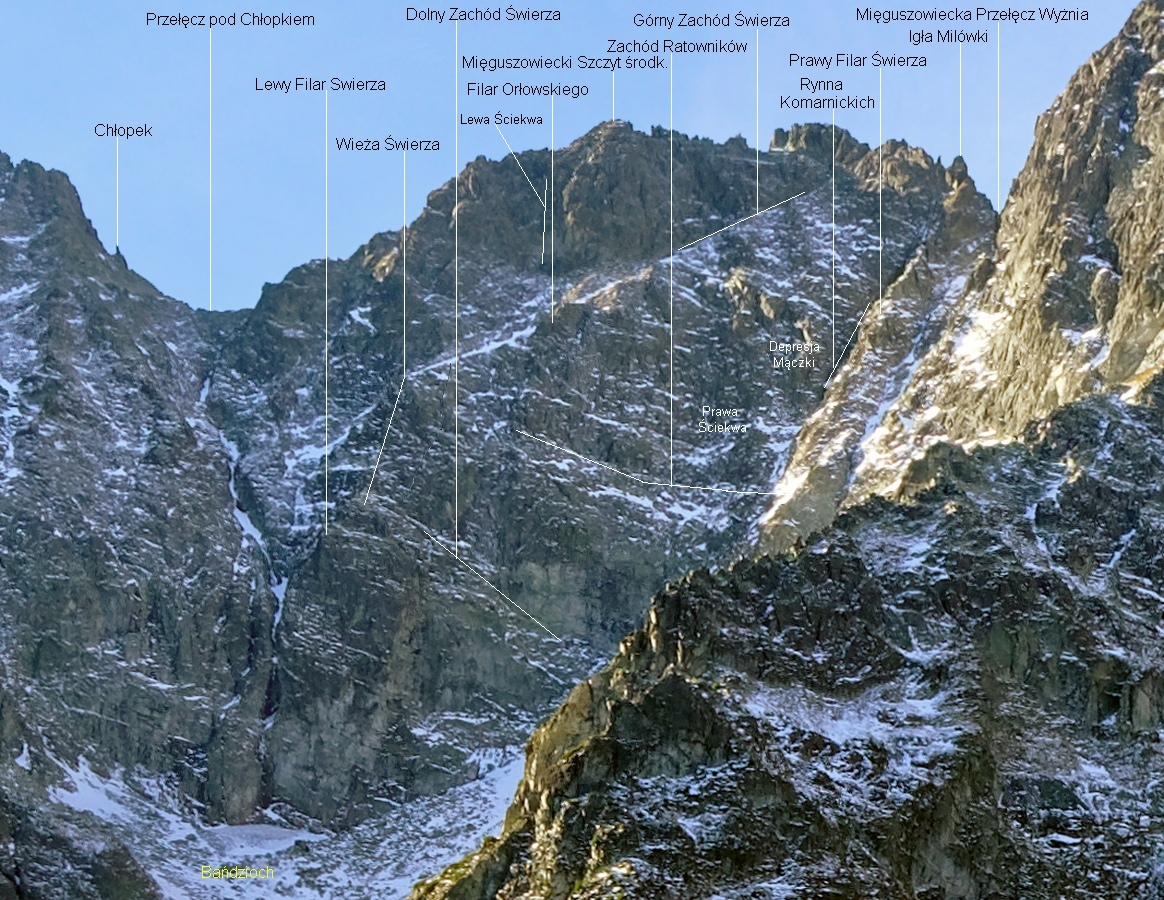

Filar Świerza – lewy (patrząc od dołu) z trzech filarów na północno-wschodniej ścianie Mięguszowieckiego Szczytu Pośredniego w Tatrach Polskich. Nazwa pochodzi od taternika Mieczysława Świerza, który jako pierwszy (wraz z towarzyszami) przeszedł jego najłatwiejszą częścią środkową 2 sierpnia 1923 r. Część górną przeszedł Tadeusz Orłowski w 1945 r. Dolną, najbardziej stromą część taternicy zdobyli dopiero w 1960 r.
Filar Świerza oddziela żleb opadający z Przełęczy pod Chłopkiem od lewej depresji Mięguszowieckiego Szczytu Pośredniego. Jest wybitny na całej swojej długości i jest najwybitniejszym wśród tych trzech filarów. Punktem kulminacyjnym dolnej części jest Wieża Świerza, powyżej której znajduje się siodełko. Wśród obecnych taterników część ta jest traktowana jest jako cel sam w sobie i zwykle kończą wspinaczkę Filarem Świerza na tym siodełku. 

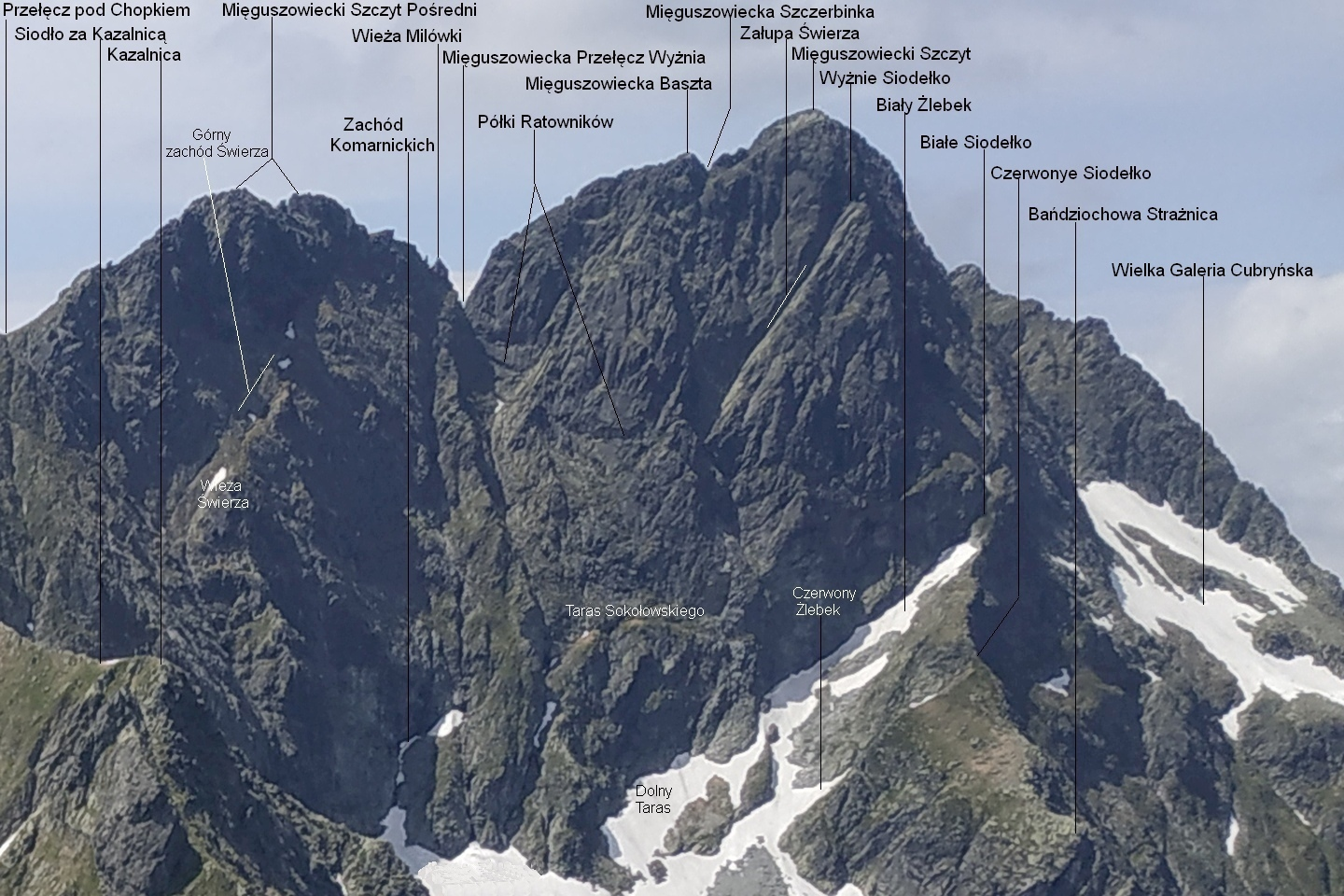